# Stéréome

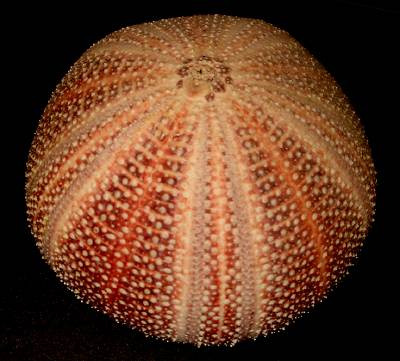
Steréome

Le stéréome est le nom que l'on donne à la structure squelettique qui supporte le corps des échinodermes : c'en est une caractéristique essentielle, et il s'agit d'une des plus anciennes formes de squelette minéral, datant au moins du Cambrien.

## Description
Le stéréome consiste en une structure composée de monocristaux complexes de calcite, qui constitue l'endosquelette des échinodermes, autant chez les actuels que chez les formes fossiles. C'est une structure particulièrement poreuse (qui ressemble à une éponge au microscope), qui peut être composée de 2% à plus de 50 % de son volume par de la matière organique, le reste étant une matrice de cristaux de calcite. La taille des vides dans la structure du stéréome varie selon l'espèce mais aussi selon les endroits sur un même individu. Il peut avoir une importance très variable suivant les animaux, et sa plus grande minéralisation confère une certaine solidité au corps en lui faisant perdre en souplesse. Le squelette des échinodermes est donc composé de plaques calcaires qui sont chacune des monocristaux de calcite, et le stéréome est le nom donné à leur structure microcristalline particulière. Chez les oursins, ces plaques sont très volumineuses et très minéralisées, alors que chez les holothuries elles prennent généralement la forme d'ossicules microscopiques ; cependant la structure demeure la même.
Chez les oursins, le stéréome forme une sphère composée de plaques soudées : on l'appelle le « test ».

## Registre fossile et classification des échinodermes
Quand un échinoderme se fossilise, un examen microscopique peut révéler la structure du stéréome dans le fossile, ce qui est souvent un critère déterminant pour classer un animal dans le groupe des échinodermes : ce critère est notamment débattu pour inclure ou non certains groupes très anciens comme Arkarua,, et Homalozoa,,.

## Technologie
Cette structure particulièrement originale et efficace est étudiée par des ingénieurs, en vue d'en tirer des applications industrielles sur le modèle du biomimétisme.